# 不空成就佛

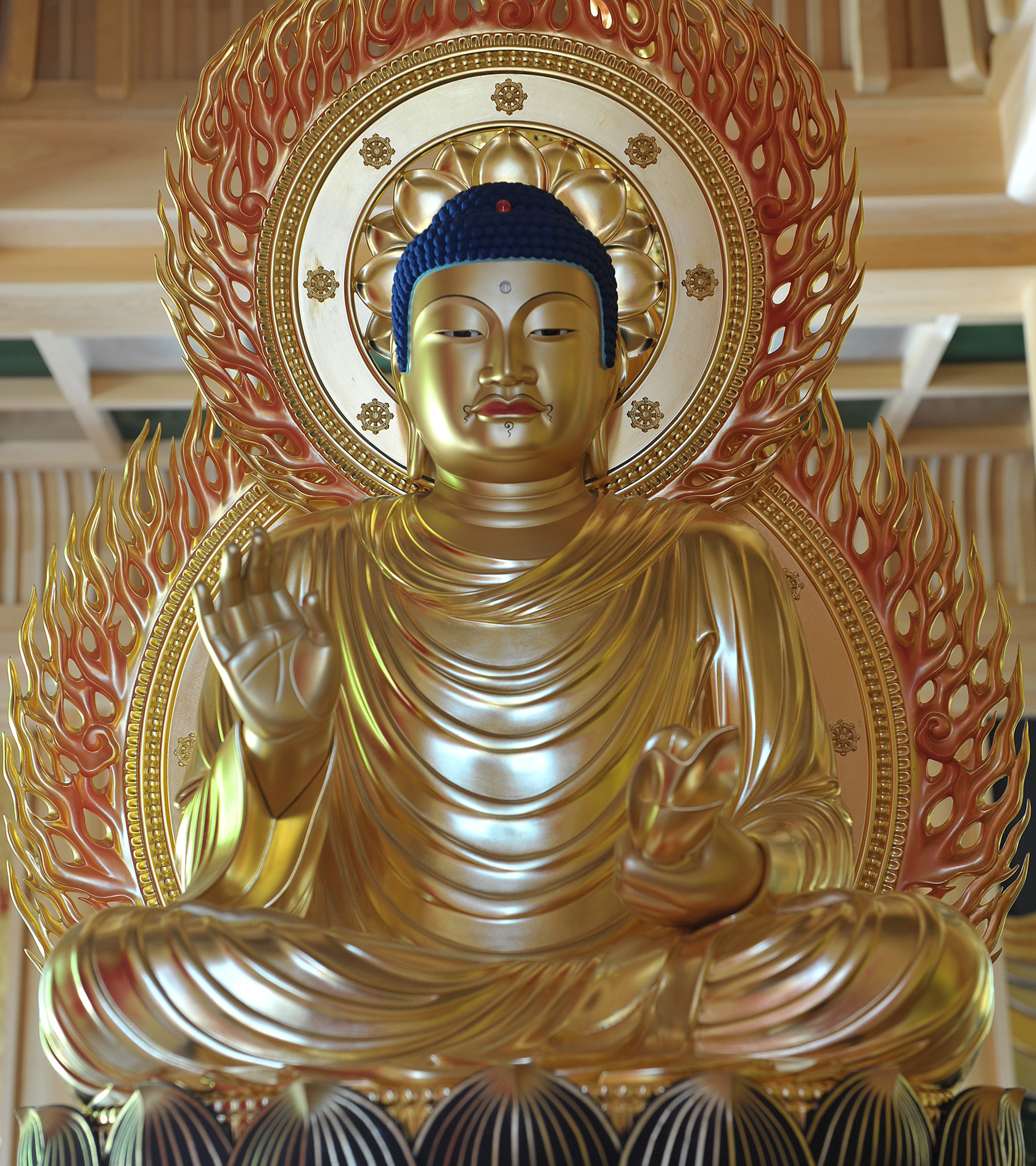
不空成就如來，蓮華院誕生寺，熊本縣，日本

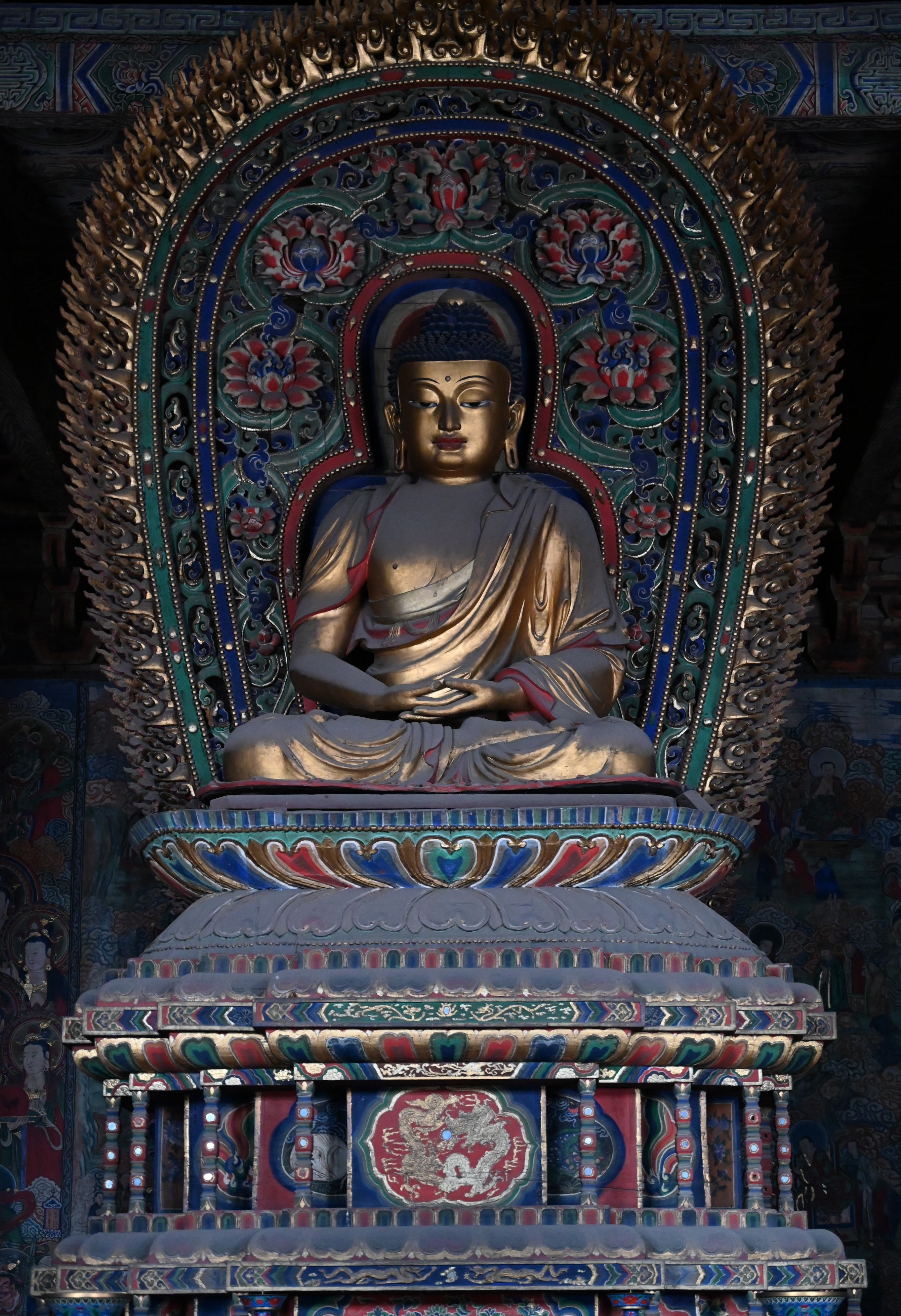
汉传不空成就佛 - 华严寺, 大同市, 山西省, 中国

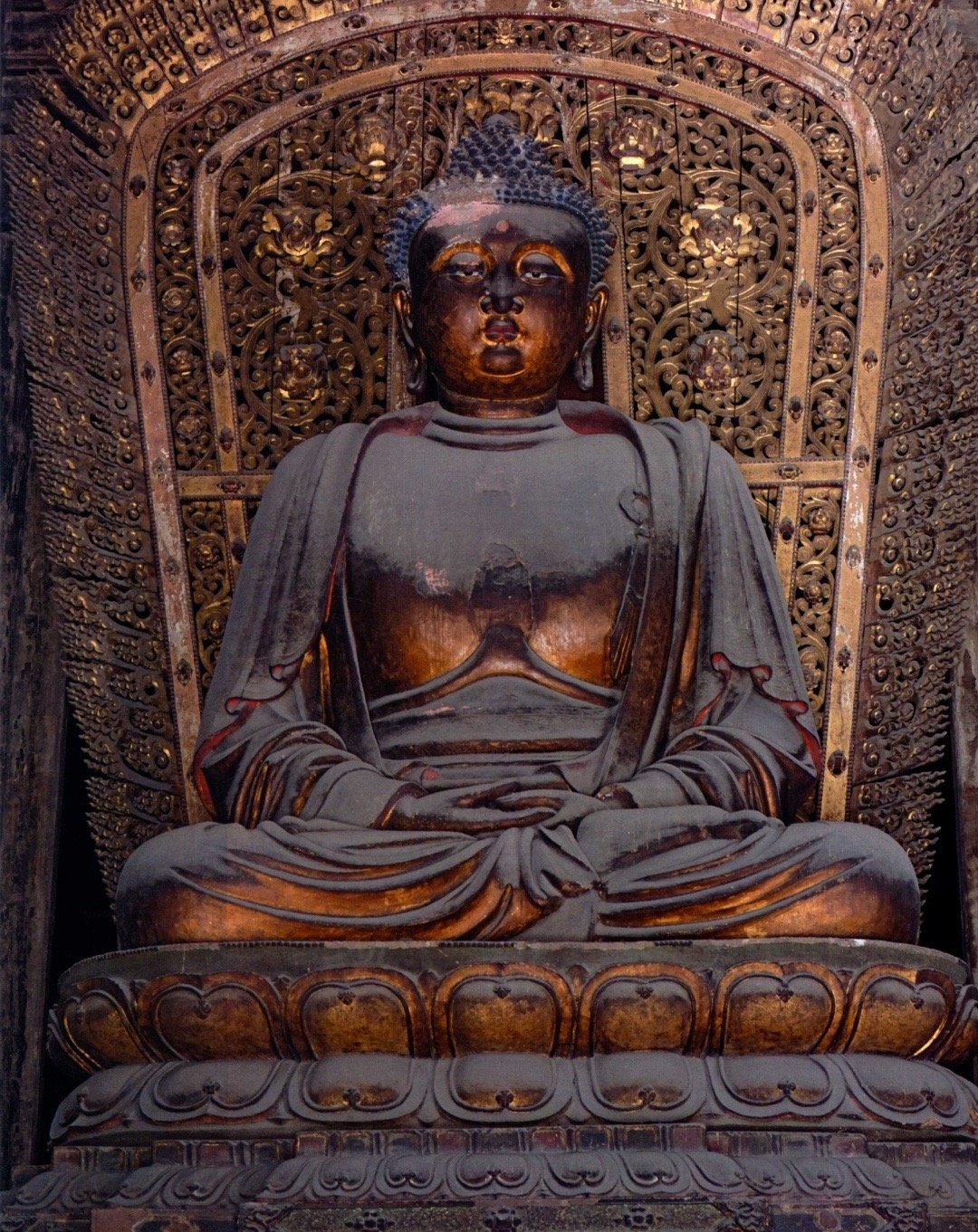
汉传不空成就佛 - 善化寺, 大同市, 山西省, 中国

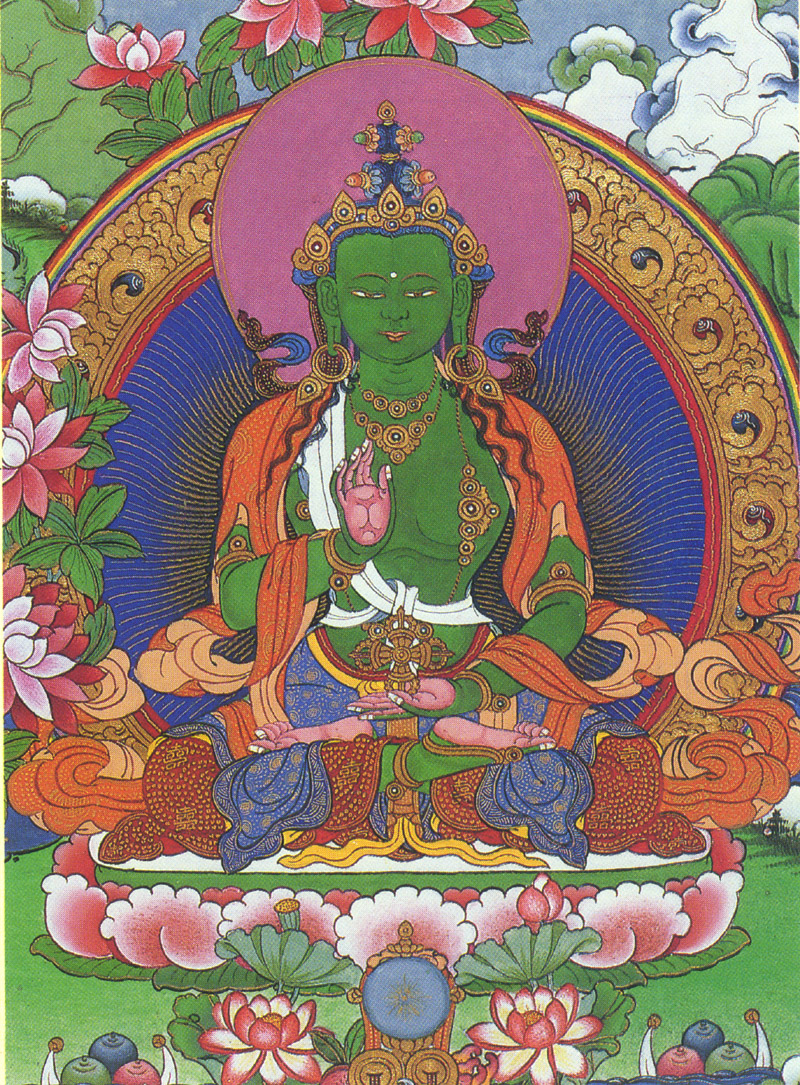
不空成就佛的藏传形象

不空成就佛（不空成就如來，梵文Amogha-siddhi，藏文Don-yod-grub-pa）五方如來之一，為北方莲花世界之佛，又稱天鼓雷音佛、天鼓音佛、雷音王佛等名。

## 參看
- 五方如來
- 明王
- 毗盧遮那佛
- 多羅菩薩